# Montsalès
Montsalès é uma comuna francesa na região administrativa de Occitânia, no departamento de Aveyron. Estende-se por uma área de 12,47 km². Em 2010 a comuna tinha 336 habitantes (densidade: 26,9 hab./km²).